# Phylloscopus nitidus
Il luì nitido (Phylloscopus nitidus Blyth, 1843) è un uccello passeriforme del genere Phylloscopus, a sua volta appartenente alla famiglia delle Phylloscopidae.

## Descrizione
Lungo fino a 10,5 cm, possiede due bande biancastre sulle ali (una delle quali è spesso nascosta) ed è di colore verde chiaro o giallo limone nella parte superiore. Il becco è di colore arancione nella parte inferiore. La faccia assume una tonalità giallognola. È inoltre provvisto di un lungo supercilium.

## Distribuzione e habitat
Nidifica sulle alture del Caucaso, dell'Iran settentrionale e della Turchia orientale, dove può insediarsi fino a 4 500 metri di altitudine; durante le sue migrazioni raggiunge anche il subcontinente indiano (dove attua lo svernamento) e buona parte del Golfo Persico.